# Lagartera (kommun)
Lagartera är en kommun i Spanien.   Den ligger i provinsen Toledo och regionen Kastilien-La Mancha, i den centrala delen av landet, 140 km väster om huvudstaden Madrid. Antalet invånare är 1 558.